# Abbaye de Gräfinthal
L’abbaye de Gräfinthal est un couvent olivétain, ancienne abbaye guillemite et site régional de pèlerinage marial, à Mandelbachtal dans le Land de Sarre et le diocèse de Spire.

## Histoire
Gräfinthal est construite au milieu du XIIIe siècle, lorsque la comtesse Elisabeth de Blieskastel fonde une abbaye dédiée à la Vierge Marie. Selon la tradition légendaire, la comtesse fut soignée d'une maladie des yeux par une prière devant l'image d'un ermite vivant dans le village voisin de Brudermannsfeld. Cette image miraculeuse était peut-être le tableau Notre Dame aux flèches (de), qui fera de l'église abbatiale un sanctuaire marial. C'est pourquoi elle fait don du monastère par gratitude. Dans l'église se trouve une tombe médiévale avec une figure féminine allongée ; il s'agit probablement de la tombe de la comtesse.
Des moines, ermites de l'ordre de Guillaume de Malavalle, s'installent dans cette contrée de la vallée de Letschenbach et gèrent l'organistion du pèlerinage marial. C'est l'un des rares monastères de cet ordre sur le sol allemand et, lors de sa dissolution, le dernier qui existe encore à la fin du Saint-Empire romain germanique.
Au cours de son histoire mouvementée, les bâtiments sont détruits ou endommagés à plusieurs reprises. 
En 1525; 
En 1525, lors de la guerre des Paysans, l'abbaye est occupée et pillée par les insurgés des environs de Sarreguemines et de la basse vallée de la Blies.
L'abbaye de Gräfinthal connaît un âge d'or avec une activité de construction considérable dans la première moitié du XVIIIe siècle. Le plus important donateur est Stanislas Leszczynski, roi de Pologne en exil qui vit de 1714 à 1718  à Deux-Ponts, sous la protection u roi Charles XII de Suède. Il fait inhumer la dépouille de sa fille Anne, décédée prématurément en 1717, dans l'église abbatiale de Gräfinthal. La reconstruction du bâtiment du couvent (portail avec la date de 1714) et de l'église (portail de l'ouest datée de 1719), par Jonas Erikson Sundahl (de), porte la dédicace du roi de Pologne. La seconde fille du couple royal, Marie Leszczynska, reine de France à partir de 1725, porte une attention particulière à l'abbaye et s'y rend fréquemment en pèlerinage.
L'abbaye guillemite de Gräfinthal demande sa propre dissolution en 1785, devient un stift laïc. Les bâtiments sont vendus en 1793. Le tableau Notre Dame aux flèches se retrouve dans la chapelle Sainte-Croix de Blieskastel (de), les meubles de Jean Martersteck, réalisés entre 1733 et 1736, dans l'église Saint-Marc de Reinheim (de), le maître-autel, dans l'église Saint-Paul de Bliesmengen-Bolchen.
En 1803, Jean-Baptiste Mathieu, marchand et plus tard maire de Sarreguemines, acquiert le domaine en ruine. Il y installe une fabrique de soie mais doit bientôt cesser ses activités. Le chœur en grande partie préservé de l'église du monastère est reconstruit en 1809 pour devenir la chapelle actuelle dans laquelle Mathieu est enterré en 1842 ; la nef est restée à l'état de ruine. En 1888, un comité créé à cet effet achète la chapelle pour la restaurer et en fait don à l'église. À partir de 1901, la chapelle devient la propriété de la paroisse catholique de Bliesmengen-Bolchen. Depuis 1810 se trouve une Vierge au croissant, statue de Jean-Baptist Mathieu, datant du XVe siècle. En 1946, le toit de la chapelle s'effondre ; en 1948, l'évêque de Spire Josef Wendel célèbre la réouverture.
Gräfinthal était avec l'abbaye de Wörschweiler un centre de viticulture dans la région.
Dans le presbytère de Gräfinthal, une réunion secrète a lieu à l'automne 1952 entre Johannes Hoffmann, premier ministre-président de la Sarre, qui veut l'européanisation de la Sarre, et le commissaire du chancelier Konrad Adenauer, Adolf Süsterhenn (de), pour garantir le poste de ministre-président de la Sarre si la Sarre reste dans l'Allemagne. Le référendum sur le statut de la Sarre de 1955 rejette le statut de la Sarre négocié entre l'Allemagne et la France, et donc l'européanisation de la Sarre. Hoffmann se retire complètement du processus politique en 1956.
Au début des années 1980, le diocèse de Spire tente de créer une communauté religieuse bénédictine contemplative. Le propriétaire du site de l'abbaye le lègue à l'abbé de Vaals. Le 11 juillet 1993, l'abbaye de Gräfinthal est reconstituée avec des bénédictins. En 1999, elle est élevée au rang de prieuré. La communauté entreprend la restauration et la reconstruction qui commencent en 2009. De 2010 à 2012, des fouilles archéologiques ont lieu dans les ruines de l'église. On y aurait retrouvé les restes d'Anne Leszczynska. Une fois les fouilles terminées, les travaux de rénovation pourraient reprendre, ils sont suspendus en raison du délabrement de la chapelle. La majeure partie des coûts d'environ 500 000 euros doit être financée par une subvention fédérale d'environ 400 000 euros. Le reste est financé dans une large mesure par le diocèse de Spire.
Les premiers moines, dont le nombre a baissé et qui ont vieilli, trois en 2017, après des années de tentatives infructueuses pour trouver de nouveaux membres, acceptent en 2014 une convention avec l'abbaye-mère de Santa Maria de Monte Oliveto Maggiore. En mai 2014, Diego M. Rosa (de), l'abbé général de l'Ordre du Mont-Olivet qui fait partie depuis 1960 de la confédération bénédictine, se rend pour la première fois à Gräfinthal puis rencontre l'évêque de Spire Karl-Heinz Wiesemann. Avec le changement d'ordre, les vêtements des moines passent du noir au blanc.
L'abbaye de Gräfinthal est un lieu de pèlerinage marial reconnu par le diocèse de Spire et une étape du pèlerinage de Saint-Jacques-de-Compostelle.

## Source
- (de) Cet article est partiellement ou en totalité issu de l’article de Wikipédia en allemand intitulé « Kloster Gräfinthal » (voir la liste des auteurs).